# Bruno Wojtinek
Bruno Wojtinek (Valenciennes, 6 de marzo de 1963) es un ciclista francés que fue profesional de 1984 a 1989. 

## Biografía
Fue stagiaire con 16 años, y debutó como profesional con 20 años. Terminó segundo de la París-Roubaix con 22 años. 
Fue atropellado por un coche que le aplastó la rodilla derecha y tuvo que dejar su carrera profesional de forma prematura.

## Palmarés
| 1983 - Circuito de las Ardenas 1984 - Gran Premio de la Villa de Rennes 1985 - Tour d'Armorique, más 1 etapa - 1 etapa del Tour de Luxemburgo - 2 etapas de la Settimana Ciclistica Internazionale 1986 - Gran Premio de Denain - 1 etapa de la Dauphiné Libéré - 2 etapas de la París-Niza - 2 etapas de los Cuatro Días de Dunkerque - 2 etapas del Tour de l'Oise - 1 etapa de la Vuelta a Suecia - 1 etapa del Tour del Porvenir | 1987 - Gran Premio de Denain - 1 etapa de la Dauphiné Libéré - 2 etapas del Tour Midi-Pyrénées - 1 etapa del Tour de Limousin (ex aequo con Stefan Van Leeuwe) 1988 - 1 etapa del Tour del Mediterráneo |

## Resultados en Grandes Vueltas y Campeonatos del Mundo
| Carrera         | 1984 | 1985 | 1986 | 1987 | 1988 | 1989 |
| --------------- | ---- | ---- | ---- | ---- | ---- | ---- |
| Giro de Italia  | Ab.  | -    | -    | -    | -    | -    |
| Tour de Francia | -    | -    | -    | Ab.  | -    | -    |
| Vuelta a España | -    | -    | -    | -    | -    | -    |
| Mundial en Ruta | -    | -    | -    | Ab.  | -    | -    |

-: no participa

Ab.: abandono